# Fomperron
Fomperron is een gemeente in het Franse departement Deux-Sèvres (regio Nouvelle-Aquitaine) en telt 348 inwoners (2004). De plaats maakt deel uit van het arrondissement Parthenay.

## Geografie
De oppervlakte van Fomperron bedraagt 17,7 km², de bevolkingsdichtheid is 19,7 inwoners per km².
De onderstaande kaart toont de ligging van Fomperron met de belangrijkste infrastructuur en aangrenzende gemeenten.

## Demografie
Onderstaande figuur toont het verloop van het inwonertal (bron: INSEE-tellingen).